# Прогресс (футбольный клуб, Ступино)
«Прогресс» — советский и российский футбольный клуб из Ступино. Основан не позднее 1968 года.

## Названия
- 1968 — «Машиностроитель»;
- 1969 — «Машзавод»;
- 1970—1971 — «Машиностроитель»;
- 1976—1996 — «Прогресс».

## Достижения
- Во второй лиге СССР — 4 место (в зональном турнире РСФСР класса «Б» 1969 год).

## Результаты выступлений
| Сезон | Турнир                                                 | Достижение |
| ----- | ------------------------------------------------------ | ---------- |
| 1968  | Кубок СССР среди КФК                                   | 1/16       |
| 1968  | Кубок РСФСР среди КФК, зона «Центр»                    | обладатель |
| 1968  | Кубок РСФСР среди КФК, финал                           | 2-е место  |
| 1968  | Кубок Московской области                               | обладатель |
| 1969  | Чемпионат СССР 1969, класс «Б», 9 зона РСФСР           | 4-е место  |
| 1970  | Чемпионат Московской области                           | чемпион    |
| 1970  | Кубок СССР среди КФК                                   | 1/16       |
| 1970  | Кубок РСФСР среди КФК, зона «Центр»                    | обладатель |
| 1970  | Кубок РСФСР среди КФК, финал                           | 3-е место  |
| 1970  | Кубок Московской области                               | финалист   |
| 1971  | Чемпионат Московской области                           | чемпион    |
| 1976  | Кубок РСФСР среди КФК, зона «Верхняя Волга»            | финалист   |
| 1978  | Чемпионат Московской области                           | 3-е место  |
| 1982  | Чемпионат Московской области                           | 3-е место  |
| 1983  | Чемпионат Московской области, 1 группа                 | 5-е место  |
| 1984  | Чемпионат Московской области, 1 группа                 | 3-е место  |
| 1985  | Чемпионат Московской области, 1 группа                 | 4-е место  |
| 1986  | Чемпионат Московской области, 1 группа                 | 2-е место  |
| 1987  | Чемпионат Московской области, 1 группа                 | 4-е место  |
| 1988  | Чемпионат Московской области, 1 группа                 | 2-е место  |
| 1989  | Чемпионат Московской области, 1 группа                 | чемпион    |
| 1990  | Чемпионат РСФСР среди КФК, 6 зона «Центр»              | 1-е место  |
| 1990  | Чемпионат РСФСР среди КФК, финал, подгруппа «А»        | 3-е место  |
| 1991  | Чемпионат РСФСР среди КФК, 6 зона «Центр», 1 группа    | 4-е место  |
| 1992  | Чемпионат России среди КФК, 7 зона «Центр», группа «Б» | 3-е место  |
| 1993  | Чемпионат России среди КФК, зона «Центр», группа «Б»   | 6-е место  |
| 1994  | Чемпионат России среди КФК, зона «Центр», группа «А»   | 6-е место  |
| 1995  | Чемпионат России среди КФК, зона «Центр», группа «А»   | 4-е место  |
| 1996  | Чемпионат России среди КФК, зона «Центр», группа «А»   | 12-е место |